# Тучково (станция)
Тучко́во — железнодорожная станция Смоленского (Белорусского) направления Московской железной дороги в одноимённом посёлке городского типа Рузского городского округа Московской области. По характеру основной работы является грузовой, по объёму выполняемой работы отнесена ко 2 классу.

## Станция
На станции одна пассажирская платформа островного типа. Здание вокзала располагается к северу от путей, переход от него к платформе осуществляется по пешеходному мосту. В 2008 году оборудована турникетами. Над платформой есть два пешеходных моста: один — через здание вокзала и турникеты — для выхода на платформу, другой — над всеми путями — только для перехода на южную сторону. Основная часть посёлка находится с северной стороны от железной дороги.
В сторону Тучково есть беспересадочное сообщение Смоленского и Савёловского направлений. Имеются поезда Икша — Бородино, Икша — Можайск.
В сторону Москвы (на восток) беспересадочное соблюдение до станций Москва-Белорусская, Лобня, Икша, Дмитров, Большая Волга. На запад и с запада самая дальняя точка беспересадочного сообщения — Гагарин.
Время движения от Белорусского вокзала — около 1 часа 25 минут.
По станции осуществляется активная грузовая работа. Есть действующие подъездные пути заводов.
На север от станции отходила 17-километровая неэлектрифицированная ветка: первый участок до парка Морево этой станции является частью станции, далее — линия необщего пользования до Орешкинского комбината нерудных строительных материалов (грузовая станция ОКНСМ). По некоторым данным[каким?], в 1990-х годах планировалась электрификация ветки с дальнейшим пуском пассажирского движения, но в итоге этот проект осуществлён не был. К западу от станции ветка пересекает главный ход под путепроводом. С осени 2010 года ветка мало использовалась, по состоянию на конец 2012 года функционирует только конечная станция ОКНСМ, парк Морево полностью заброшен (функционирует только главный, транзитный путь). В 2020—2021 годах линия была полностью разобрана.

## Терминал
Терминал «Тучково» был создан в 2007 году совместно «Дальневосточной транспортной группой» и южнокорейской компанией Pantos Logistics для удовлетворения потребностей компании LG Electronics в терминале по обработке, хранению и доставке грузов до завода, расположенного в п. Руза.
Стоимость проекта составила 8,5 млн долл. На момент открытия общая площадь таможенного склада терминала составила 540 м². Грузооборот терминала составлял 50 тыс. единиц в двадцатифутовом эквиваленте (TEU). За первый год работы грузооборот терминала вырос до 60 тыс. TEU.
Терминал «Тучково» является отправной точкой для скоростного контейнерного поезда «Тучково-Рыбнинск», позволяющего напрямую доставлять крупнотоннажные грузы из Москвы на Дальний Восток, в Находкинский морской рыбный порт и далее морем в Корсаков и Петропавловск-Камчатский.

### Руководство
Согласно договорённости между «Дальневосточной транспортной группой» и Pantos Logistics руководство терминалом стороны осуществляют по очереди.
В первый год работы управляющей компании терминала «Тучково» стороны договорились назначить гендиректором представителя ДВТГ. В марте 2008 года на собрании акционеров по предложению корейской стороны было принято решение оставить пост гендиректора за представителем ДВТГ Игорем Чухомлиным.